# Spitzkunnersdorf
Spitzkunnersdorf ist ein Ortsteil der sächsischen Gemeinde Leutersdorf im Landkreis Görlitz. Das Waldhufendorf wurde Mitte des 14. Jahrhunderts erstmals erwähnt; ins gleiche Jahrhundert datiert die früheste Erwähnung der Kirche.

## Geographie
Der Ort liegt im Süden der Oberlausitz nahe der deutsch-tschechischen Grenze. Umgebende Orte sind Seifhennersdorf im Westen, Leutersdorf im Nordwesten, Oderwitz im Nordosten, Mittelherwigsdorf im Südosten, Hainewalde und Großschönau im Süden und jenseits der Grenze Varnsdorf im Südwesten.
Grenzübergänge nach Varnsdorf bestehen in Seifhennersdorf und Großschönau. Durch den Nachbarort Oderwitz verläuft die Bundesstraße 96 (Abschnitt Bautzen–Zittau).

## Geschichte

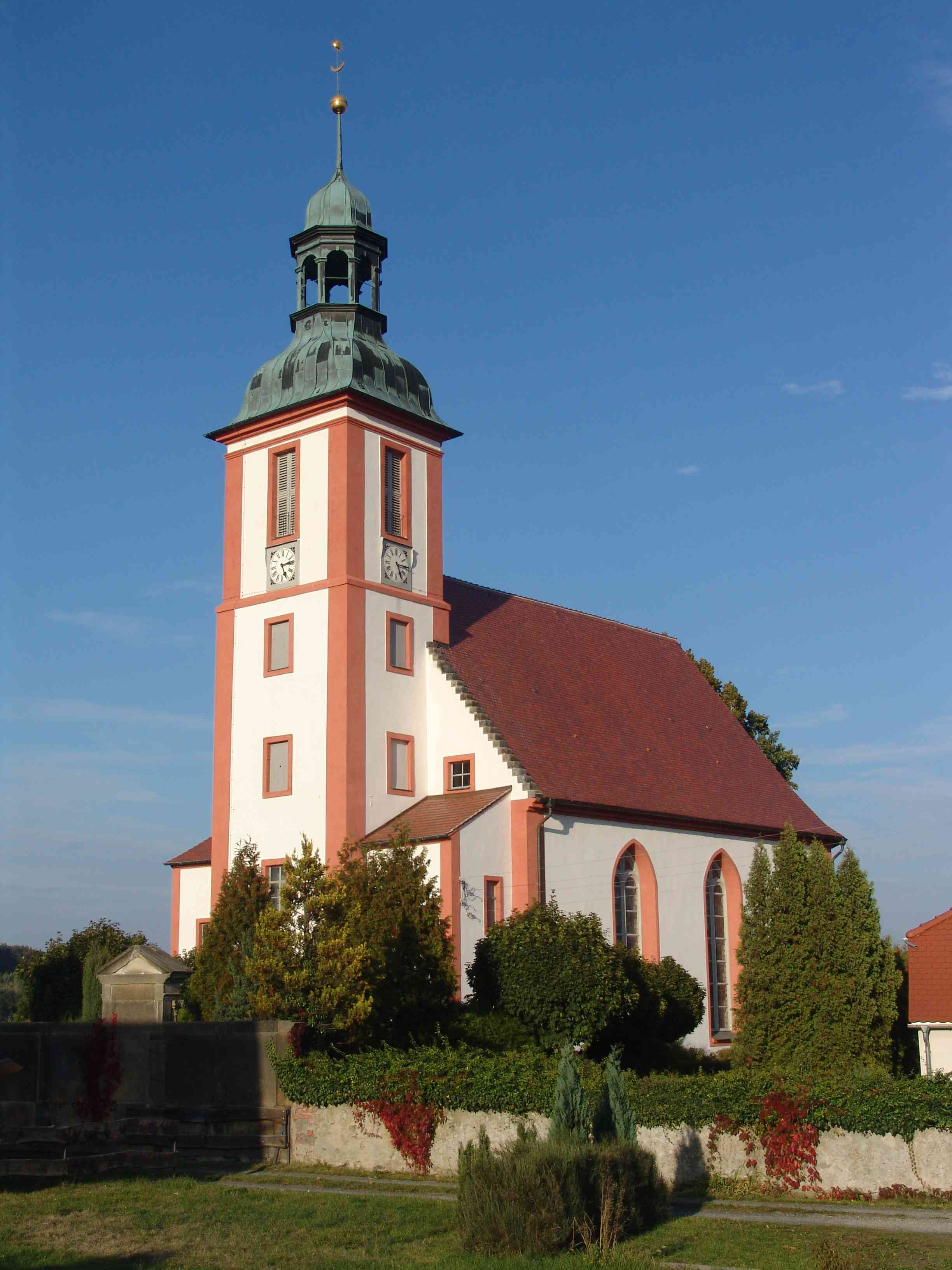
Nikolaikirche

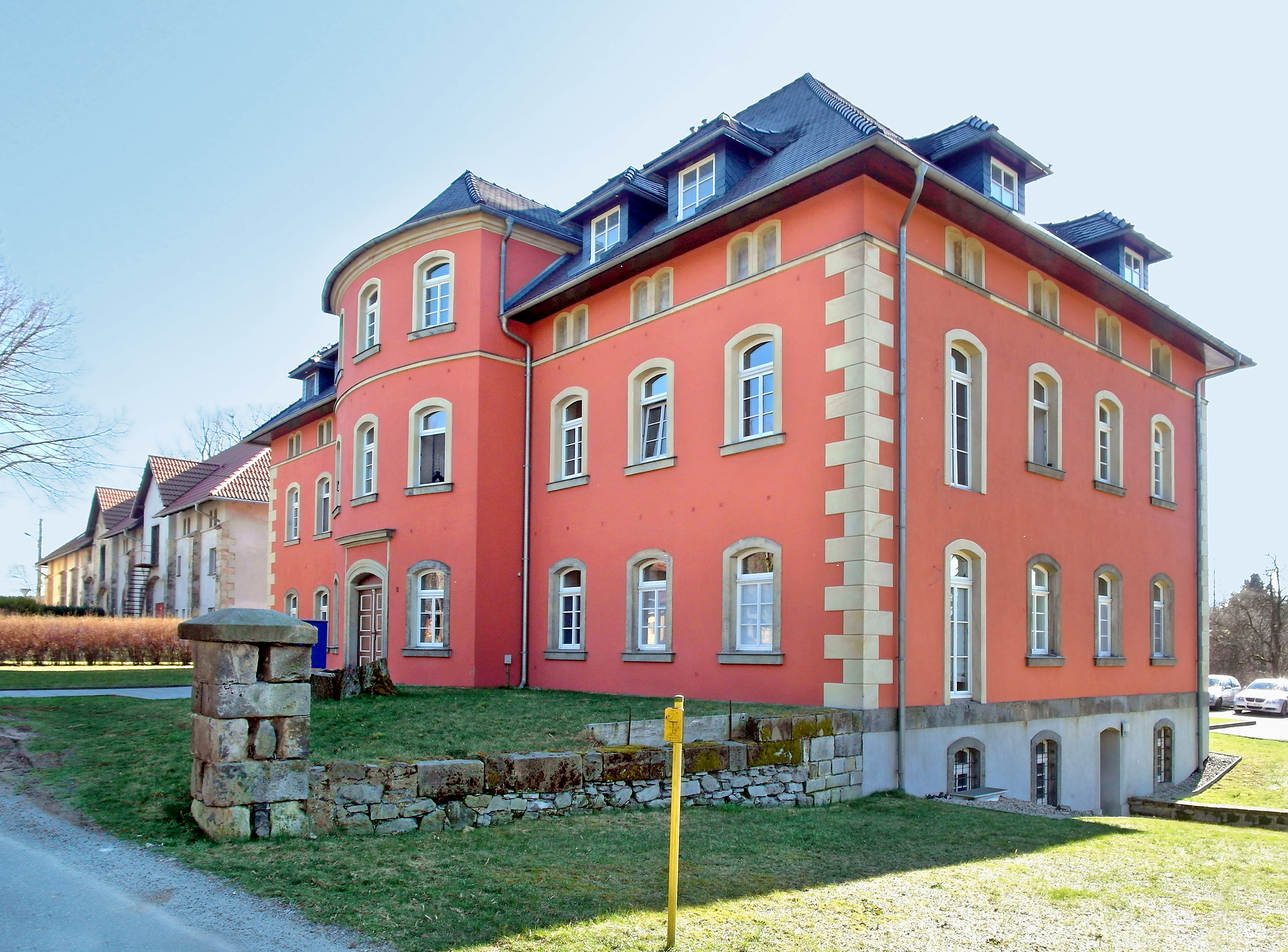
Herrenhaus Am Hofeteich 4

Spitzkunnersdorf wurde 1347 das erste Mal als Kirchdorf unter dem Namen Cunarstorf erwähnt. Die Ersterwähnung einer Nikolaikirche datiert aus dem Jahr 1372; ein Neubau erfolgte um das Jahr 1501. Haupterwerb der Einwohner waren Ackerbau und Viehzucht. Erst nach dem Dreißigjährigen Krieg hatte Spitzkunnersdorf eine nennenswerte Anzahl an Handwerkern.
In den Jahren 1712 bis 1716 wurde an der Stelle der alten Kirche auf Veranlassung des Lehnsherrn Otto Ludwig von Kanitz die evangelisch-lutherische Nikolaikirche errichtet, die heute eine Schwesterkirche der Kreuzkirche Seifhennersdorf ist. In ihrem Inneren befinden sich ältere Epitaphe. Die Fertigstellung des Kirchturms im Jahr 1725 erlebte Kanitz nicht mehr; er verstarb ein Jahr zuvor.
Um das Jahr 1800 hielt sich der Räuberhauptmann Johannes Karasek in Spitzkunnersdorf auf.
Zwischen 1790 und 1805 wurden auf einer langgestreckten Waldhufe des abgetragenen Vorwerks Wiesenthal die Ortsteile Wiesenthal und Neudorf angelegt.
Im 19. Jahrhundert entwickelte sich Spitzkunnersdorf zu einer Industriegemeinde; der Großteil seiner Einwohner fand Arbeit in Webereien. Gegen Ende des Jahrhunderts erfolgte ein umfangreicher Umbau des Innenraums der Kirche.
Bereits 1834 wurde die erste Wiesenthalschule (Holzbau, Umgebinde) gebaut. 1909 wurde mit dem Bau der zweiten Wiesenthalschule (Steinbau) begonnen, der 1910 fertiggestellt war. Im gleichen Jahr erhielt die Gemeinde erstmals eine Versorgung mit Elektrizität.
Am 1. Januar 1998 wurde Spitzkunnersdorf nach Leutersdorf eingegliedert.

### Bevölkerungsentwicklung
| Jahr | Einwohner |
| ---- | --------- |
| 1834 | 1.984     |
| 1871 | 2456      |
| 1890 | 2298      |
| 1910 | 2104      |
| 1925 | 2060      |
| 1939 | 2167      |
| 1946 | 2327      |
| 1950 | 2563      |
| 1964 | 2346      |
| 1990 | 1915      |
| 1997 | 1820      |

Im Jahr 1551 wirtschafteten in Spitzkunnersdorf 20 besessene Mann und 19 Gärtner. Die Einwohnerzahl stieg bis 1777 auf 21 besessene Mann, 24 Gärtner und 91 Häusler. Drei Wirtschaften waren in jenem Jahr wüst.
Die ersten Einwohnererhebungen, bei denen nicht mehr die Wirtschaften, sondern jeder einzelne Bewohner mit gleicher Wertigkeit gezählt wurde, fanden im Königreich Sachsen im Jahr 1834 statt. In jenem Jahr wurden in Spitzkunnersdorf 1.984 Einwohner gezählt. Knapp 60 Jahre später war die Einwohnerzahl um ein Viertel auf 2.456 im Jahr der Gründung des Deutschen Reiches gestiegen.
In den knapp 50 Jahren bis 1925 sank die Bevölkerungszahl auf 2.060 ab. Eine Glaubenserhebung in jenem Jahr ergab, dass 1.909 Einwohner (92,7 %) evangelischen Glaubens waren.
Von 1925 bis 1939 stieg die Einwohnerzahl wieder um rund 100 auf 2.167 an. Nach dem Ende des Zweiten Weltkriegs wurden 1946 2.327 Einwohner verzeichnet. Einem kurzzeitigen Anstieg, durch den 1950 2.563 Einwohnern verzeichnet wurden, folgte ein erneuter Rückgang, so dass 1964 noch 2.346 Einwohner verzeichnet wurden. Das effektive Bevölkerungswachstum seit 1946 lag damit unter einem Prozent.
Der allgemeine Bevölkerungsrückgang in vielen Gemeinden der DDR war auch in Spitzkunnersdorf zu spüren. Im Wendejahr 1990 wurden nur noch 1.915 Einwohner ermittelt, also weniger als es noch 1834 waren. In den sieben Jahren bis zur Eingemeindung fiel die Einwohnerzahl nochmals um knapp 100 auf 1.820.

## Gedenkstätten
Ein Gedenkstein an der Schule in der Hauptstraße erinnert an einen unbekannten KZ-Häftling eines Todesmarsches aus einem Außenlager des KZ Groß-Rosen, der im April 1945 von SS-Männern ermordet wurde. Die Urne mit seiner Asche wurde im Berliner Mahnmal „Unter den Linden“ beigesetzt.

## Persönlichkeiten
- Der Lehrer, evangelisch-lutherische Pfarrer und Autor Ernst August Flössel (1800–1877) wurde in Spitzkunnersdorf geboren
- Der Altphilologe Ernst Eduard Seiler (1810–1875), Autor von Wörterbüchern der griechischen Sprache, wurde in Spitzkunnersdorf geboren
- Der Niederoderwitzer Volksmaler Max Langer (1897–1985) wurde in Spitzkunnersdorf geboren

## Regelmäßige Veranstaltungen
- Hexenfeuer am Feuerwehrhaus der Freiwilligen Feuerwehr Spitzkunnersdorf, jährlich zur Walpurgisnacht
- Pfingstsingen, Pfingstmontag am Hofeberg
- Sommerfest der Vereine, jährlich am ersten Juliwochenende auf dem Sportplatz

## Verkehr
Nächstgelegener Haltepunkt war Leutersdorf an der Bahnstrecke Mittelherwigsdorf–Varnsdorf–Eibau. Der SPNV wurde zum 10. Dezember 2006 eingestellt.